# Largo da Carioca

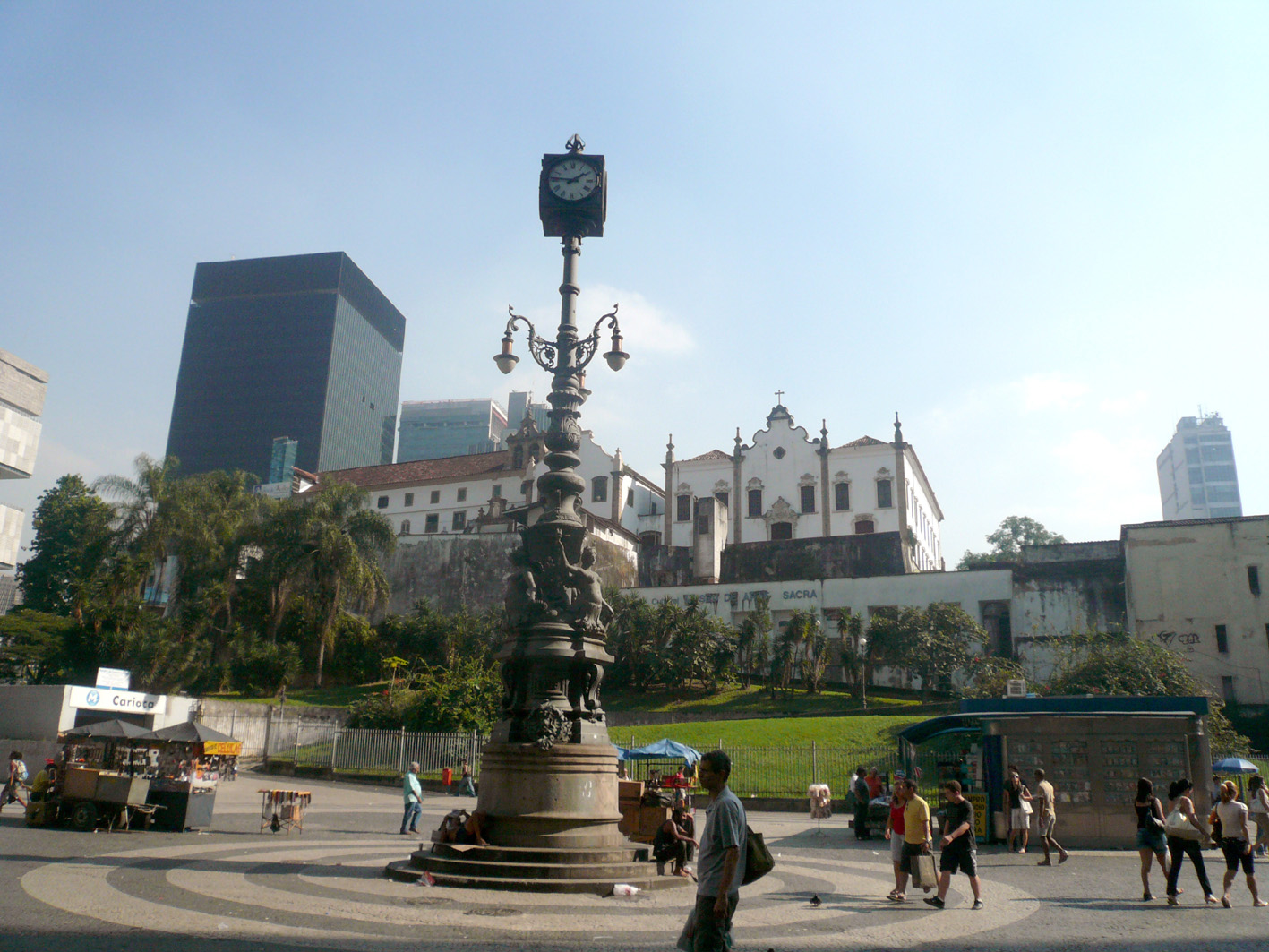
Panorama do Largo da Carioca. Em segundo plano, o Convento de Santo Antônio. Ao fundo à esquerda, a sede do BNDES.

Largo da Carioca. Mídia sob a guarda do Arquivo Nacional

O Largo da Carioca é um logradouro público situado no Centro da cidade do Rio de Janeiro, no Brasil. É um local amplo com circulação intensa de trabalhadores, populares e vendedores ambulantes com os mais diversos serviços e produtos. É considerado, por muitos, o "coração" do Centro do Rio de Janeiro.

## História
Nos primórdios da história da cidade, no século XVI, na região atualmente ocupada pelo Largo da Carioca, existia uma lagoa, que passou a ser chamada de Santo Antônio. Ela era afastada do núcleo original da cidade, no Morro do Castelo. Nesse local afastado, foi instalado, por Felipe Fernandes, um curtume, sendo ele o primeiro morador do local.

Às margens da lagoa, foi construída, em 1592, uma pequena ermita pelos freis franciscanos. Em junho de 1608, foi iniciada a construção do Convento de Santo Antônio e, em 1615, foi inaugurada uma parte do Convento e a Igreja de Santo Antônio. Para drenar a lagoa, os franciscanos abriram uma vala. O trajeto da vala deu origem à Rua da Vala, atual Rua Uruguaiana.

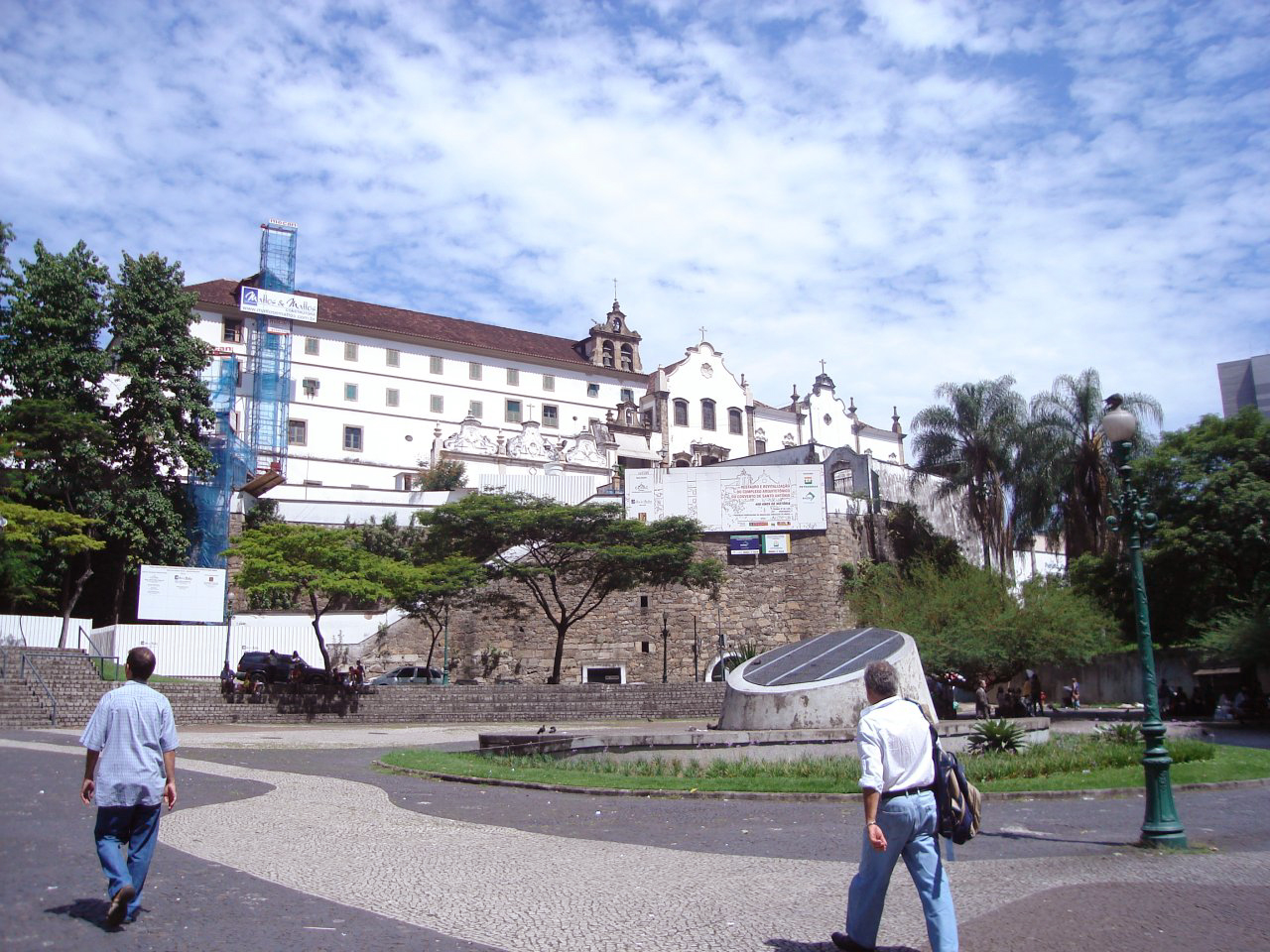
Largo da Carioca. Ao fundo, o Morro de Santo Antônio com o convento homônimo.

Em 1619, instalou-se, na cidade, a VOT e, neste mesmo ano, foi iniciada a construção da Capela da Ordem, anexa à Igreja do Convento, sendo inaugurada em 1622. Em 1633, foi iniciada a construção de um novo templo, a atual Igreja da Ordem Terceira de São Francisco da Penitência, concluída em 1773. Em 1933, passou a funcionar, neste conjunto arquitetônico, um museu de arte sacra.
Em 1718, sob o governo de Antônio de Brito Freire de Menezes (1717-1719), iniciaram-se as obras de instalação de canos de água através da antiga Rua dos Barbonos (atual Rua Evaristo da Veiga) para trazer, para a cidade, as águas do Rio Carioca. Sob o governo de Aires de Saldanha (1719-1725), em 1720 o encanamento alcançou o Campo da Ajuda (atual Cinelândia), ainda nos arrabaldes da cidade à época. Esse governador, alterando o projeto original, defendeu a vantagem de se prolongar a obra até o Campo de Santo Antônio (atual Largo da Carioca), optando pelos chamados Arcos Velhos – um aqueduto ligando o Morro do Desterro (atual Morro de Santa Tereza) ao Morro de Santo Antônio, inspirado no Aqueduto das Águas Livres, que, então, estava sendo construído em Lisboa. A obra estava concluída em 1723, levando as águas à chamada Fonte da Carioca, um chafariz erguido também nesse ano, que as distribuía à população no Campo de Santo Antônio e que, com o tempo, deu o nome ao largo.

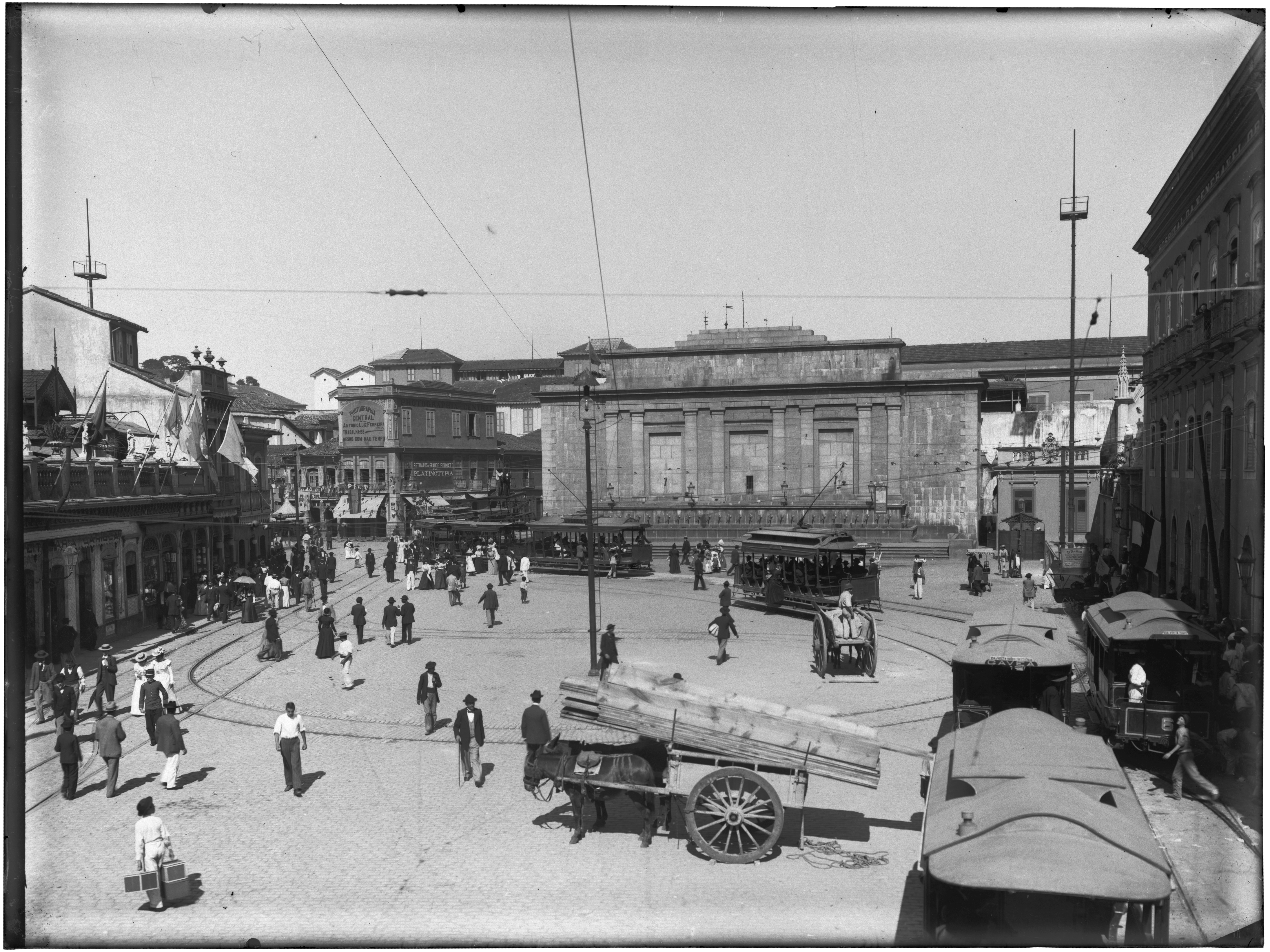
Largo da Carioca entre 1893 e 1903.

Já em 1727 registravam-se reclamações de falta de água, atribuindo-se à ação de quilombolas (escravos fugitivos, que viviam ocultos nas matas) que, segundo as autoridades, quebravam os canos. Foram estabelecidas penas para os atos de vandalismo contra a obra.
O governador e capitão-general da capitania do Rio de Janeiro Gomes Freire de Andrade (1733-1763) determinou, em 1744, a reconstrução do Aqueduto da Carioca com pedras do país. Com projeto atribuído ao brigadeiro José Fernandes Pinto Alpoim, recebeu a atual conformação, em arcaria de pedra e cal. A Carta Régia de 2 de maio de 1747 determinou que as águas fossem cobertas por abóbada de tijolos, para evitar o seu desvio mal-intencionado.

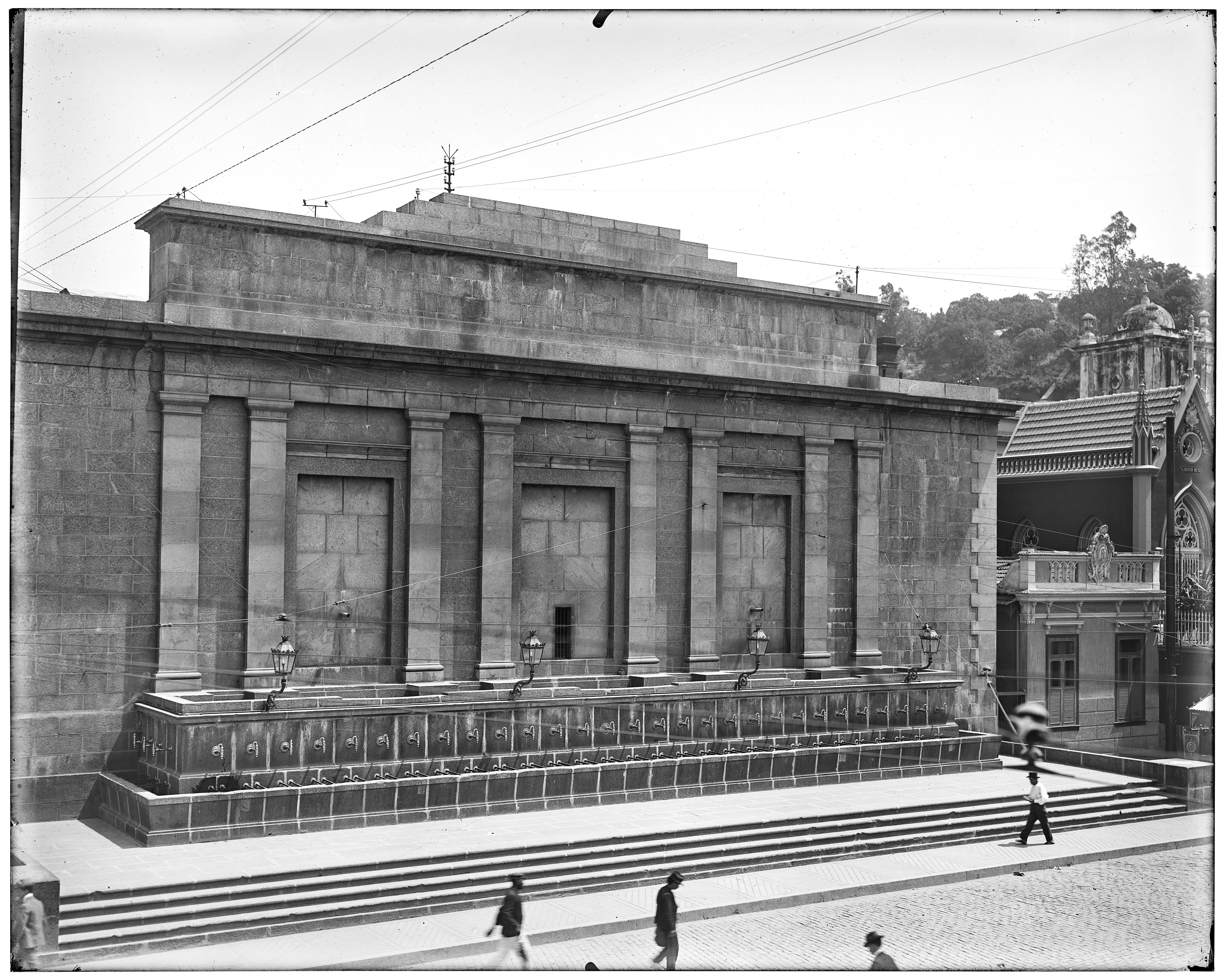
Chafariz do Largo da Carioca com 35 torneiras, entre 1895 e 1905.

Inaugurado em 1750, as águas brotaram aos pés em um chafariz de mármore, através de dezesseis bicas de bronze, no Campo de Santo Antônio, dentro dos limites da cidade. Mais tarde, essa água foi estendida, através da Rua do Cano (atual Rua Sete de Setembro), até ao Largo do Paço (atual Praça XV de Novembro), onde os navios vinham abastecer-se.
Foi, também, erguido no Campo de Santo Antônio, pelo governador Gomes Freire de Andrade, um posto policial militar destinado a conter os frequentes conflitos entre os escravos carregadores de água no chafariz, tendo ficado conhecido pela população como Guarda Velha.

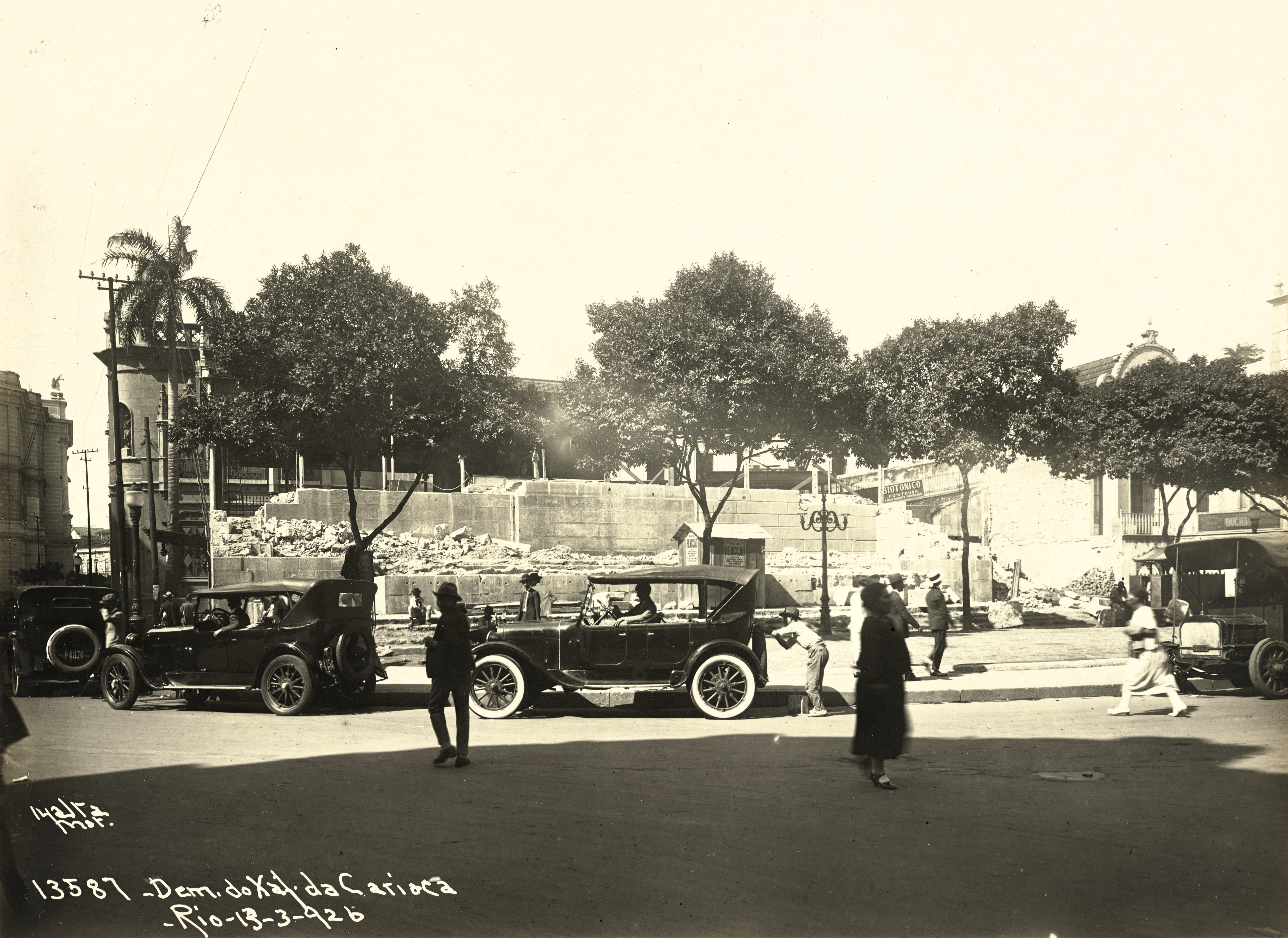
Demolição do chafariz da Carioca em 1926.

Em 7 de abril de 1834 começou a funcionar um novo chafariz no mesmo local, projetado pelo arquiteto Grandjean de Montigny e por seu aluno Joaquim Cândido Guilhobel. Com 35 torneiras, o chafariz abastecia a população com água e possuía tanque para lavadeiras e bebedouros de animais. Sob pretexto de melhorar o trânsito, Alaor Prata determinou o alargamento do Largo da Carioca e a consequente demolição do chafariz, o que ocorreu entre 1925 e 1926.
Nos anos 1950, uma parte do Morro de Santo Antônio foi demolida para a construção do Parque Eduardo Gomes, mas a parte onde está localizado o convento e as igrejas foi preservado. Com a demolição, foram abertas as avenidas República do Chile e República do Paraguai.
Foram feitas grandes modificações nesse espaço na década de 1970, quando quase todos os prédios antigos do largo foram demolidos. No subsolo do largo, existe agora uma das maiores estações de metrô da cidade.

## Na cultura popular

### Cinema
- Uma cena do filme L'homme de Rio (1964), de Philippe de Broca, se passa nas escadas do Convento de Santo Antônio.

### Literatura
- João do Rio descreve o Largo da Carioca no seu livro A Alma Encantadora das Ruas (1908): “feirinha de roupas com provadores portáteis, artesanato, quinquilharias eletrônicas, orelhões com panfletos de prostitutas”. [3]
- O Largo da carioca aparece no romance A Conquista, (1899), do escritor Coelho Neto.[4]